# Ville de Banyule
La ville de Banyule est une zone d'administration locale située au nord du centre-ville de Melbourne audans l'État du Victoria en Australie.
Elle a été créée le 15 décembre 1994 par la fusion de la ville de Heidelberg avec des quartiers des comtés de Diamond Valley et d'Eltham.

## Localités

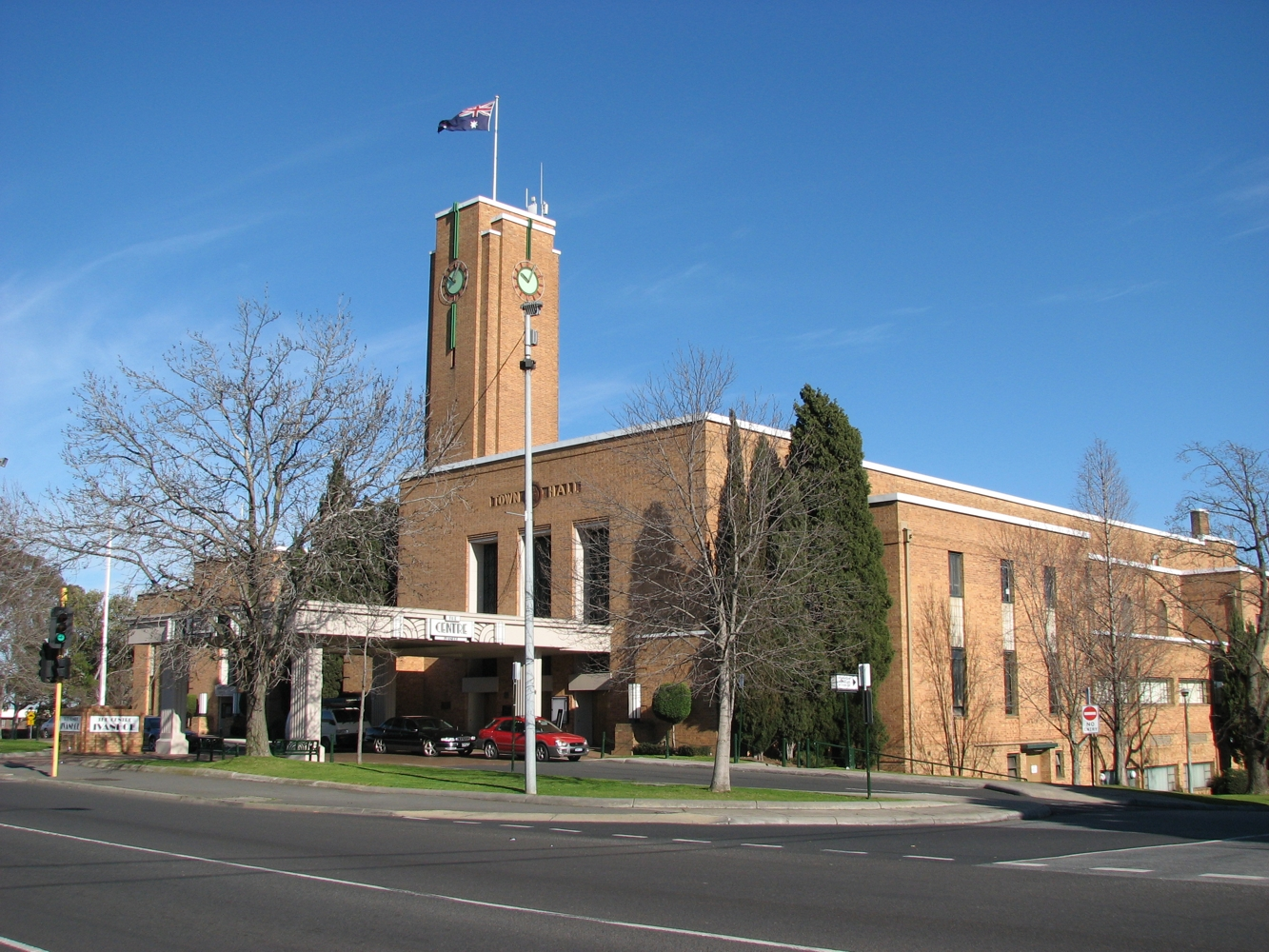
L'hôtel de ville de Banyule.

Cette zone d'administration locale comprend les localités de:
- Bellfield
- Bundoora
- Briar Hill
- Eaglemont
- Greensborough (partagé avec le comté de Nillumbik)
- Heidelberg
- Heidelberg Heights
- Heidelberg West
- Ivanhoe (siège du conseil)
- Ivanhoe Est
- Lower Plenty
- Macleod
- Montmorency
- Rosanna
- Viewbank
- Watsonia
- Watsonia Nord
- Yallambie